# しずおかフィナンシャルグループ
株式会社しずおかフィナンシャルグループ（英: Shizuoka Financial Group, Inc.）は、静岡銀行などを傘下に収める日本の金融持株会社。日経平均株価の構成銘柄の一つ。

## 概要
2022年10月3日に静岡銀行の単独株式移転により設立された。また、当社の設立に際しグループ内再編として、静岡銀行が有する一部の子会社及びマネックスグループ株式会社の株式を現物配当により取得し直接出資とした。
山梨中央銀行や名古屋銀行など静岡銀行と業務提携している他銀行とは、設立時点では株式の持ち合いを行っていない。

## 沿革
- 2022年（令和4年）10月3日 - 静岡銀行の単独株式移転により設立。

## グループ会社

### 連結子会社
- 株式会社静岡銀行
  - 欧州静岡銀行（Shizuoka Bank (Europe) S.A.）
  - 静銀総合サービス株式会社
  - 静銀モーゲージサービス株式会社
  - 静銀ビジネスクリエイト株式会社
  - 静銀ITソリューション株式会社
  - 静銀信用保証株式会社
  - 静銀カード株式会社
  - しずぎんハートフル株式会社
  - Shizuoka Liquidity Reserve Limited
- 静銀リース株式会社
- 静銀経営コンサルティング株式会社
- 静銀ティーエム証券株式会社
- 静岡キャピタル株式会社

### 持分法適用関連会社
- マネックスグループ株式会社
- 静銀セゾンカード株式会社
- コモンズ投信株式会社

### かつて静銀グループに属していた会社
- 静岡不動産(2000年に離脱・独立)[4]